# Яцимирський Костянтин Борисович
Костянти́н Бори́сович Яцими́рський (4 квітня 1916, Пологи, Вінницька область — 25 червня 2005) — український науковець-хімік, дійсний член АН УРСР з 1964. Лауреат Державної премії УРСР в галузі науки і техніки (1991), соросівський професор.

## Біографія
По закінченні Середньоазійського інституту в Ташкенті (1941) працював в Івановському хіміко-технічному інституті (1946—1962), в Інституті загальної та неорганічної хімії АН УРСР, з 1969 директор Інституту фізичної хімії АН УРСР. У 1962-1981 професор Київського університету.
Головні напрями дослідів: хімія комплексних сполук, термохімія, застосування спектральних та радіоспектроскопічних методів встановлення структури та параметрів хімічного зв'язку в комплексах, визначення стійкости комплексів, каталітичні методи ультра-мікроаналізу елементів, також біонеорганічна хімія.
Яцимирський — головний редактор (з 1965) журналу «Теоретическая и экспериментальная химия».
К. Б. Яцимирський — доктор honoris causa Вроцлавського університету, почесний член Польського наукового товариства, лауреат премії АН СРСР ім. Л. А. Чугаєва та премії АН УРСР ім. Л. В. Писаржевського, нагороджений Золотою медаллю ім. Я. Гейровського Чехословацької академії наук. Лауреат Державної премії України в галузі науки і техніки (1991).
Автор понад 800 наукових праць, у тому числі 19 монографій. Серед його учнів 12 докторів і 52 кандидати наук.
Помер на 90-му році життя 25 червня 2005 року.

### Родина
- Син — фізико-хімік, доктор хімічних наук Віталій Яцимирський (1941—2011)[2].
  - Онук — фізико-хімік, кандидат хімічних наук Андрій Яцимирський.
- Син — хімік-неорганік, доктор хімічних наук, професор Національного автономного університету Мексики Анатолій Яцимирський (ісп. Anatoli Iatsimirski; нар. 1946).

## Праці
- К. Б. Яцимирський, Я. Д. Лампека. Физикохимия комплексов металлов с макроциклическими лигандами. — АН УССР, Ин-т физ. химии им. Л. В. Писаржевского. — Киев: Наукова думка, 1985. — 256 с
- К. Б. Яцимирський, Л. П. Тихонова. Катализ в аналитической химии. — М.:Наука, 1970
- К. Б. Яцимирський. Химия комплексных соединений редкоземельных элементов. — АН УССР, Ин-т общ. и неорган. химии . — Киев: Наук. думка, 1966. — 493 с.
- К. Б. Яцимирський. Кинетические методы анализа. — М.: Госхимиздат, 1963
- К. Б. Яцимирський, В. П. Васильева. Константы нестойкости комплексных соединений. — М.: Изд-во АН УССР, 1959.